# Constantin Brun (politiker)
 Der er flere personer med dette navn, se Constantin Brun (flertydig).
Poul Ernst Constantin Brun (født 25. november 1818, død 18. juni 1903) var en dansk godsejer, senere proprietær og politiker.
Han var søn af C.F.B. Brun og broder til Alexander Brun, C.A.A.F.J. Brun og P.F.C. Brun, gik 1830-1836 på Herlufsholm, blev uddannet til landmand 1837-1839 på Faurholt og 1840-1842 på Möglin i Tyskland. 1843-1847 var han ejer af Løvegård i Holbæk Amt, 1851-1853 af Gyllingnæs i Hads Herred og 1855-1870 af proprietærgården Borupgård syd for Helsingør og slutteligt 1871-1875 af en mindre gård i Jelling.
Brun var herregårdsskytte og blev delingsfører 1848-1849, bl.a. under Treårskrigen, blev Dannebrogsmand 1848, 1859-1870 var han medlem af Tikøb Sogneråd og noget af tiden formand, 1865-1871 medlem af Frederiksborg Amtsråd og 1866-1868 formand for Frederiksborg Amts Landboforening.
Ved det andet folketingsvalg 12. oktober 1866 stillede Brun sig i Fredensborgkredsen, idet den tidligere repræsentant for kredsen, kaptajn Johan Grundtvig, trak sig tilbage. En modkandidat, lærer C.F. Bendixen fra Ordrup, fik færre stemmer end Brun, der vandt valget. I Rigsdagen rettede Brun kraftige angreb på fattiglovgivningen, som han betragtede som uretfærdig, og på Hærloven, som han stemte imod. En anden af hans mærkesager var, at sogne skulle have større selvstændighed i forhold til præst og amtsråd. Han var 1868-1869 medlem af udvalget om Det Kongelige Teater, men forlod så tinget, da han ikke lod sig genopstille 22. september 1869. Han var nærmest konservativ, men havde mange selvstændige meninger.
Han var gift med Augusta Georgine Brun, døde som rentier 1903 og er begravet på Humlebæk Kirkegård. Ved testamente af 25. februar 1899 oprettedes Augusta og Constantin Bruns Julelegat, som skulle udbetale almisser til de fattige i Jelling-Hover Pastorat.